# Tarok pri Mariji
Tarok pri Mariji je zbirka novel, povezanih z okvirno zgodbo, avtorja Vinka Möderndorferja, ki je izšel leta 1994 pri Prešernovi družbi.   

## Vsebina
Prebivalci trnovske hiše, kjer se zgodba odvija, se dobivajo na vsakotedenskem taroku pri Mariji. Tu so najbolj oddaljeni od lastnice, ki jim drugače vedno stoji za hrbtom. Večere zaznamuje tudi erotika, saj likom medsebojna intimnost ni tuja, predvsem moška obiskovalca, Fredi in Milan, se ob tem obnašata povsem sproščeno. Vsakemu članu skupine, ki prihajajo na petkovo partijo taroka k Mariji, pisatelj posveti samostojno in sklenjeno zgodbo. Povezujejo jih sanje o boljšem življenju, ki pa se izjalovijo, zato si nekateri prostovoljno izberejo smrt ali pa jih ta doleti po spletu nesrečnih naključij. Šele s smrtjo drugih se zavejo svoje ogroženosti, majhnosti in minljivosti.    